# Olidiana spiculata
Olidiana spiculata är en insektsart som beskrevs av Nielson 1982. Olidiana spiculata ingår i släktet Olidiana och familjen dvärgstritar. Inga underarter finns listade i Catalogue of Life.